# Progne modesta
Progne modesta là một loài chim trong họ Hirundinidae.